# Where the Boys Are
Where the Boys Are és una pel·lícula estatunidenca dirigida per Henry Levin el 1960

## Argument
Quatre estudiants en busca d'aventures sentimentals a les seves vacances de primavera.

## Repartiment
- Dolores Hart: Merritt Andrews.
- George Hamilton: Ryder Smith.
- Yvette Mimieux: Melanie Tolman.
- Jim Hutton: TV Thompson.
- Barbara Nichols: Lola Fandango.
- Chill Wills: capità de la policia.
- Frank Gorshin: Basil.
- Rory Harrity: Franklin.
- Jack Kruschen (no surt als crèdits)